# Louis Godin
Pour les articles homonymes, voir Godin.
Louis Godin est un astronome français, membre de l'Académie royale des sciences, né à Paris le 28 février 1704 et mort le 11 septembre 1760 à Cadix.

## Biographie
Louis Godin est le fils de François Godin, avocat au parlement de Paris, et d'Élisabeth Charron. Il a fait ses études à collège de Beauvais. Ses qualités ont amené son père à souhaiter qu'il suive sa carrière. Celui-ci après avoir fini ses humanités, il a été un élève de Louis Benet (mort le 12 octobre 1732), professeur de philosophie au collège de Beauvais entre 1715 et 1730, et recteur de l'université de Paris en 1728. Il s'est ensuite consacré à l'étude de l'astronomie malgré les remontrances de son père. Il s'est formé dans cette science auprès de Joseph-Nicolas Delisle. Au bout de trois années d'études, ses qualités ont été reconnues par l'Académie royale des sciences.
Il est reçu membre de l'Académie royale des sciences au titre d'adjoint géomètre le 24 août 1725 à la suite de la nomination de Bomie à la vétérance, adjoint astronome le 11 août 1727, associé astronome le 4 juillet 1730, pensionnaire astronome le 24 août 1733. Louis Godin est devenu membre de la Royal Society le 27 mars 1735. Démissionnaire par suite de son établissement à Lima (Pérou), il est remplacé le 25 décembre 1745 par Cassini de Thury, puis réintégré à l'Académie sous le titre de pensionnaire vétéran le 15 juin 1756.
Il est envoyé par Louis XV en Équateur (à l'époque une division de la Vice-royauté du Pérou) en 1736 avec Charles Marie de La Condamine, Pierre Bouguer et Joseph de Jussieu pour conduire une mission scientifique afin de déterminer si, comme l'avait supposé Newton, la terre est renflée à l’équateur et aplatie aux pôles.

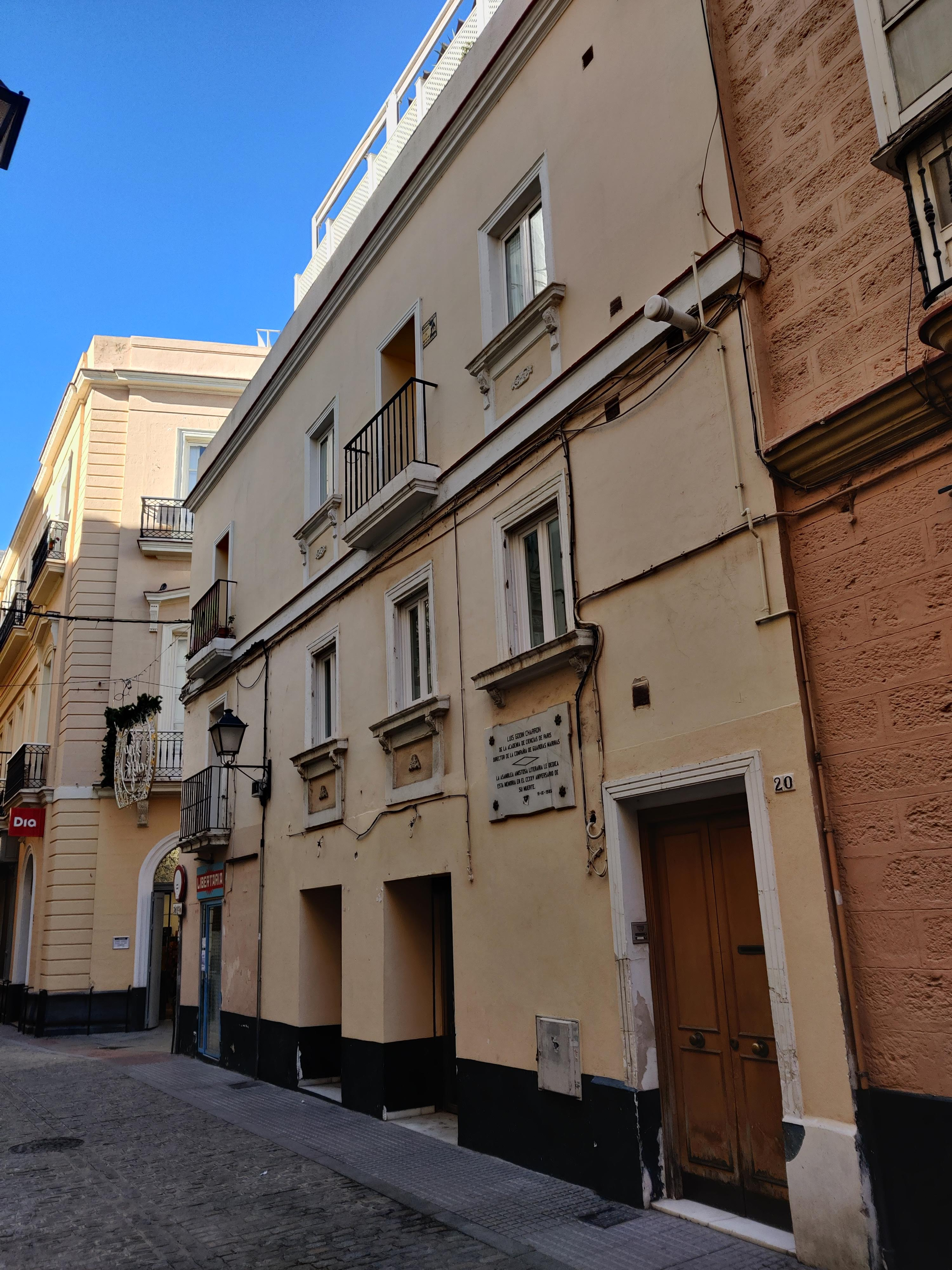
Cadix

Il séjourne 15 ans en Amérique du Sud, notamment à Lima où il est témoin du tremblement de terre de 1746. Il participe peu aux mesures et dilapide son argent. En 1744, ruiné, il se fait professeur et journaliste à l’université de Lima pour payer son retour. En Europe, tombé en disgrâce, il devient directeur de l'École de marine de Cadix. Il fait également un voyage au Portugal et assiste au séisme de 1755 à Lisbonne.
Outre plusieurs Mémoires, il a publié une Histoire de l'Académie des Sciences de 1680 à 1699 en 11 volumes et un Appendix aux Tables astronomiques de La Hire en 1724.

## Publications
- Appendice aux tables astronomiques de Lahire (Paris, 1724).
- Histoire de l'académie des Sciences, 1680 à 1699 (11 vol., 1728).
- La connaissance des temps (1730–1733).
- El temblor de tierra de Lima, sus causas, efectos y consecuencias (Lima, 1748).
- Curso de matemáticas para el uso de mis discípulos (1750).
- Observations astronomiques au Pérou (2 vols., Paris, 1752).
- Des tremblements de terre en général, de ceux de Lima et Lisbonne en particulier (1753)
- Les possessions espagnoles en Amérique du Sud ; le Pérou, son histoire, ses richesses et mœurs de ses habitants (1755).

## Hommage
En 1935, l'union astronomique internationale a donné le nom de Godin à un cratère lunaire.